# Samvadi
Samvadi (ook wel Samavadi) is in de Indiase klassieke Hindoestaanse muziek de op een na prominentste toon van een raga. Dit is een beetje misleidend, omdat het niet de op een na meest gespeelde toon hoeft te zijn, en ook niet de grondtoon (Sa of S) of kwint (Pa of P) van de raga. 
Een samvadi is dus een toon met speciale karakteristieke significantie in de gegeven raga. Een uitvoerder zal trachten de samvadi te laten opvallen of accentueren, tezamen met de vadi, wanneer hij improviseert op een gegeven raga. De vadi en samvadi kunnen van belang zijn bij het definiëren van een raga op het gehoor, en in sommige gevallen kunnen twee verschillende raga's met dezelfde arohana en avarohana slechts onderscheiden worden door de prominentie van hun klinkende en consonante vadi en samvadi.